# Atari Pong
Pong es una consola creada por Atari en 1975, y la segunda videoconsola de la historia. Fue la versión doméstica de la arcade PONG también lanzada por Atari unos años antes. No llevaba cartuchos, sino que tenía solo un juego, el Pong, imitando el tenis de mesa de Magnavox Odyssey. No tardaron en hacerse copias del Pong, insertados en la circuitería de los televisores o como juegos para otras consolas. 
Después de hacer grandes inversiones intentando transformar una máquina recreativa de monedas en una consola doméstica, negociaron con Sears. Después de esto, Sears, cadena comercial en América, quedó asombrada con esta consola de Atari, y decidió comprarla, quedando así con los derechos de la original Pong. Tras esto, Sears comenzó a lanzar versiones licenciadas de pong que se conocieron como Tele-Games bajo la marca Sears.

## Modelos

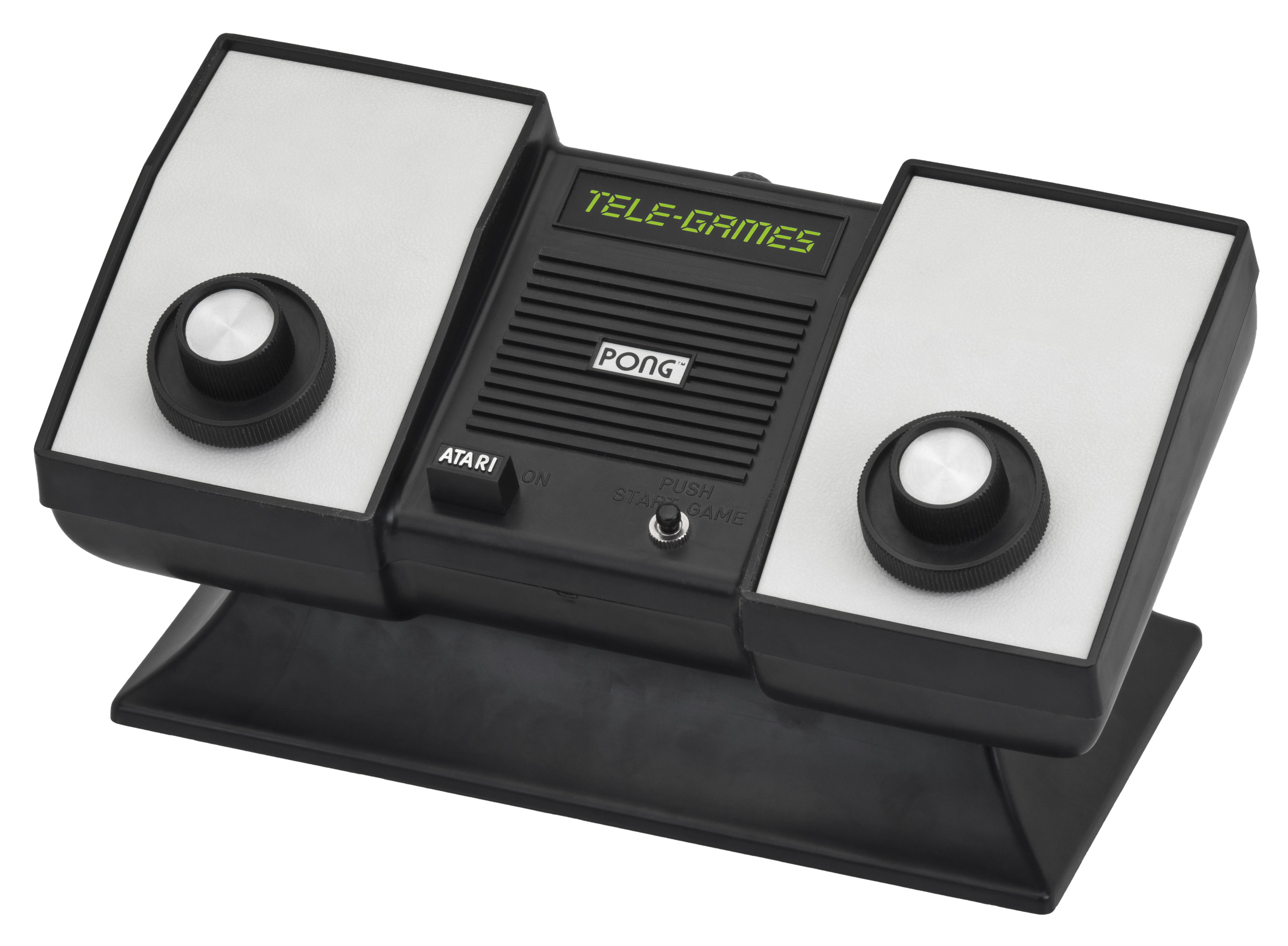
Tele-Games Pong

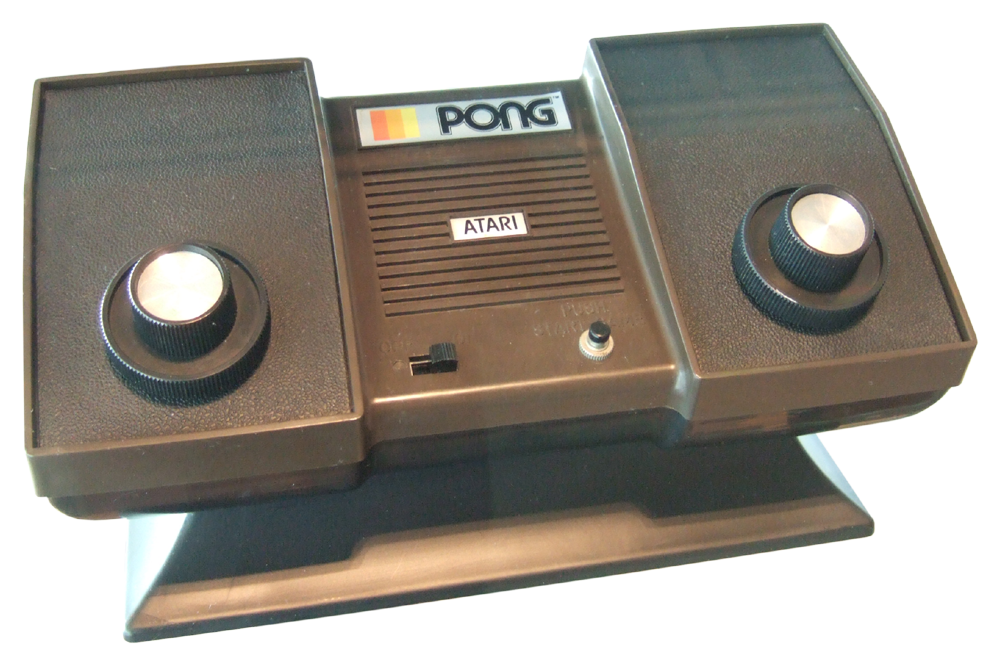
Atari Pong original

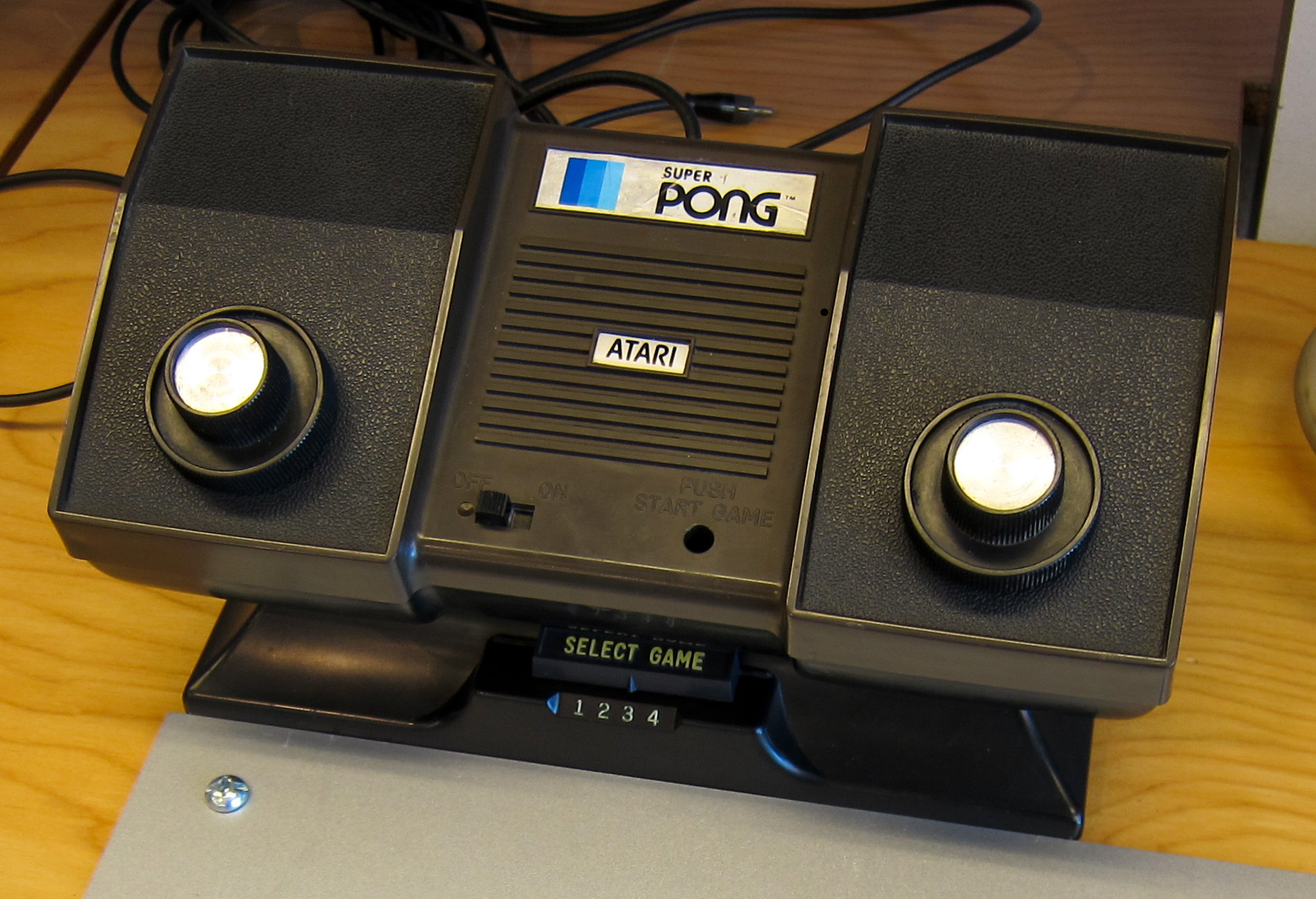
Atari Super Pong

Hubo varios modelos de PONG incluyendo los de Tele-Games:
- - Tele-Games Pong (1975)
  - Atari Pong (1976)
  - Tele-Games Hockey (1976)
  - Atari Super Pong (1976)
  - Atari Ultra Pong (1976)
  - Tele-Games super Pong (1976)
  - Atari Ultra Pong Doubles (1976)
  - Telegames Pong IV (1976)
  - Atari Super Pong Pro-AM (1977)
  - Atari Super Pong Ten (1977)
  - Super Pong Pro-AM Ten (1977)
  - Atari Video Pinball C-380 (1977)
  - Atari Video Pinball (1977)
  - Tele-Games Pinball Breakaway (1977)
  - Tele-Games Speedaway (1977?)
  - Tele-Games Hockey tennis (1977)
  - Tele-Games Hocky tennis II (1977)
  - Tele-Games Hocky tennis III (1977)
  - Tele-Games Pong Sports IV (1977)
  - Tele-Games Pong Sports IV II (1977)

Atari vendió más de 55 000 unidades de la consola Pong.